# 눈사태 비컨

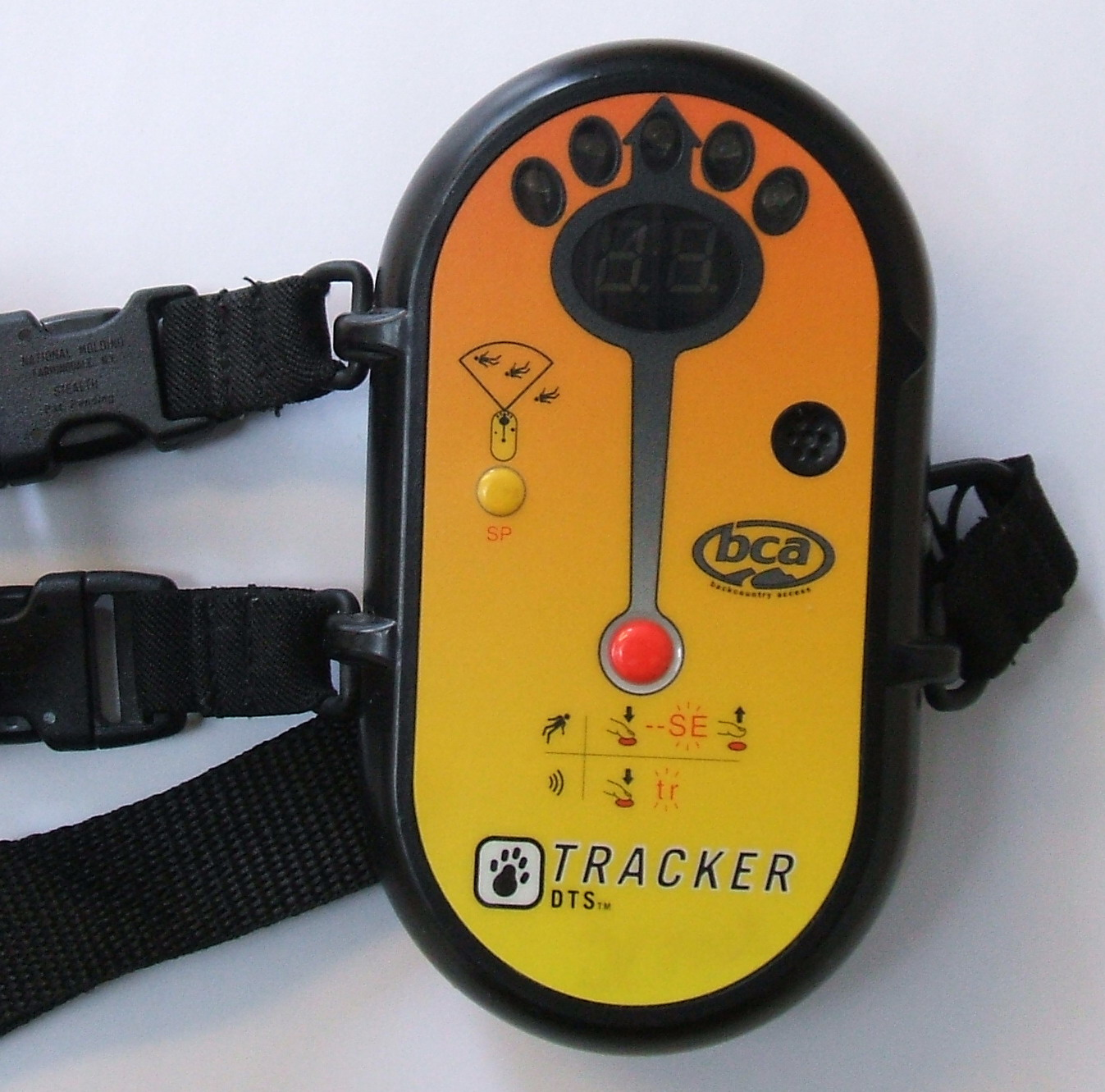
LED 디스플레이를 갖춘 디지털 방식의 눈사태 비컨

눈사태 비컨(avalanche beacon) 또는 눈사태 송수신기, 눈사태 트랜시버(avalanche transceiver)는 눈 속에 묻혀 있는 사람을 찾기 위해 457kHz에서 작동하는 무선 송수신기(송신기와 수신기가 하나의 장치)인 비상 탐지 비콘의 일종이다. 특히 눈사태로 인해 스키어가 매몰될 경우를 대비해 오지 스키어들이 널리 휴대한다. 탐험을 시작하기 전에 그룹의 모든 구성원은 전송 모드에서 송수신기를 활성화하여 여행 중에 장치가 저전력 펄스 무선 신호를 방출하게 한다. 눈사태 이후 스키 파티의 일부 구성원이 묻히면 다른 구성원은 송수신기를 전송 모드에서 수신 모드로 전환하여 잃어버린 스키어에게서 오는 신호를 검색하기 위한 무선 방향 찾기 장치로 사용할 수 있다. 눈사태 비콘은 배터리로 구동되는 능동 장치이다. 스키복에는 옷에 수 놓은 수동 RECCO 응답기가 포함될 수도 있다.
초기 눈사태 송수신기는 2.275kHz로 전송되었다. 1986년에는 457kHz라는 국제 주파수 표준이 채택되었으며 이는 오늘날에도 여전히 표준으로 남아 있다. 많은 회사에서 이 표준을 준수하는 트랜시버를 제조한다.
눈사태 송수신기는 눈사태 매몰 가능성에 대한 예방 조치로 간주되지 않지만 오히려 피해자가 눈 밑에 묻혀 있는 시간을 줄여 생명을 구할 가능성을 높이는 방법이다.